# Iľanovo
Iľanovo (maďarsky Illanó) je městská část Liptovského Mikuláše,ležící asi 3 km jižně od centra města. K 30. červenci 2009 zde žilo 499 obyvatel.

## Topografie
Iľanovo leží v Liptovské kotlině, na severním úpatí Nízkých Tater, v čele Iľanovské doliny. Střed obce se nachází v nadmořské výšce 653 m n. m. a obcí protéká potok Iľanovianka ve směru JZ - SV. Katastrální území sousedí na východě s obcí Závažná Poruba a na západě s městskou částí Ploštín.

## Historie
Iľanovo je jedna z nejstarších obcí Liptova, první písemná zmínka pochází z roku 1233. Název obce je odvozen od latinského Villa Nova. Nálezy z doby halštatské byly nalezeny na Poludnici a Končitom v blízkosti obce. V Iľanovské dolině se dochovaly partyzánské bunkry z období SNP, které byly rekonstruovány do původního stavu. Obyvatelé se v minulosti zabývali zemědělstvím, později zednictvím. Od roku 1976 je obec součástí města Liptovský Mikuláš.

## Památky
Evangelický kostel - jednolodní modernistická stavba s pravoúhlým závěrem presbytáře a věží tvořící součást jeho hmoty z let 1969-1976. Stojí na místě starší modlitebny z roku 1886, která byla poškozena za druhé světové války. Je ojedinělou ukázkou sakrální architektury z období socialistického režimu. Okna na fasádě jsou lemována šambránami, věž je zdobena průběžnými svislými okenními lištami. Věž je zakončena věžičkovou helmicí.

## Občanská vybavenost
Obyvatelům čtvrti slouží obchod, kulturní dům a evangelický kostel. Jezdí zde linka č. 4 MAD Liptovský Mikuláš. V ústí Iľanovské doliny stojí chata Nezábudka a asi 400 m dlouhý lyžařský vlek, dolinou vede zeleně značená turistická trasa do Iľanovského sedla (1 253 m n. m.) a značená lyžařská trasa z Opaliska do sedla pod Lázněmi (1 131,1 m n. m.), modře značená turistická trasa vede na Poludnici (1 548,7 m n. m.).